# Prossen (zámek)
Zámek Prossen (německy Schloss Prossen) je barokní stavba ve vesnici Prossen, místní části města Bad Schandau v Sasku. Zámeckou budovu na místě staršího panského domu postavila roku 1693 Johanna Eleanora von Lüttichau. Památkově chráněná budova prošla v letech 2017–2019 celkovou rekonstrukcí a slouží jako hotel.

## Historie
Samotná vesnice Prossen je v písemných pramenech poprvé uváděna roku 1412 jak Prossentin. Tehdy byla ve vlastnictví Heinricha von Grislow, prvního známého držitele statku Prossen. Roku 1443 předal saský kurfiřt Friedrich II. (1412–1464) statek Prossen v léno rodině Partzefalových. První konkrétní písemná zmínka o rytířském statku a rychtě pochází z roku 1572. V roce 1629 koupili statek páni z Bünau za částku 18 000 zlatých a vlastnli jej do roku 1675.
Roku 1690 koupila statek Johanna Eleonora von Lüttichau, první žena mezi vlastníky. Ta v roce 1693 započala s výstavbou nového barokního zámku na základech starého panského domu, který byl tou dobou silně zchátralý nebo vyhořelý. Autorství potvrzují iniciály GJELB (Gottlob a Johanna Eleonore von Lüttichau, rozená Borkin) na balkonové mřížce nad hlavním portálem.
Roku 1869 část areálu vyhořela. Zachráněné budovy dostal do pronájmu Reinhold Heinrich, který zde zřídil pivovar. V první polovině 20. století vystřídal zámek různé majitele. Roku 1951 vypukl další požár, který ušetřil jen hlavní zámeckou budovu a vedlejší administrativní budovu (dům pro služebnictvo). Od roku 1967 sloužil zámek jako základní škola a obytná budova, mezi lety 1984 a 2001 zde sídlila mateřská škola. Zchátralou stavbu koupili v roce 2014 manželé Jutta a Torsten Wiesnerovi, kteří ji v letech 2017 až 2019 celkově zrekonstruovali.
Zámek slouží jako hotel. Je chráněný jako kulturní památka s číslem 09224320.

## Popis
Zámek stojí na přibližně obdélném půdorysu, průčelím je orientovaný do nádvoří. Zdobený portál je umístěn asymetricky v levé části průčelí, které navíc zdobí lizény. Obdélná okna lemují jednoduché šambrány. Ploché stropy zdobí štukové ornamenty, nástěnné malby jsou restaurované do původní podoby.

## Galerie

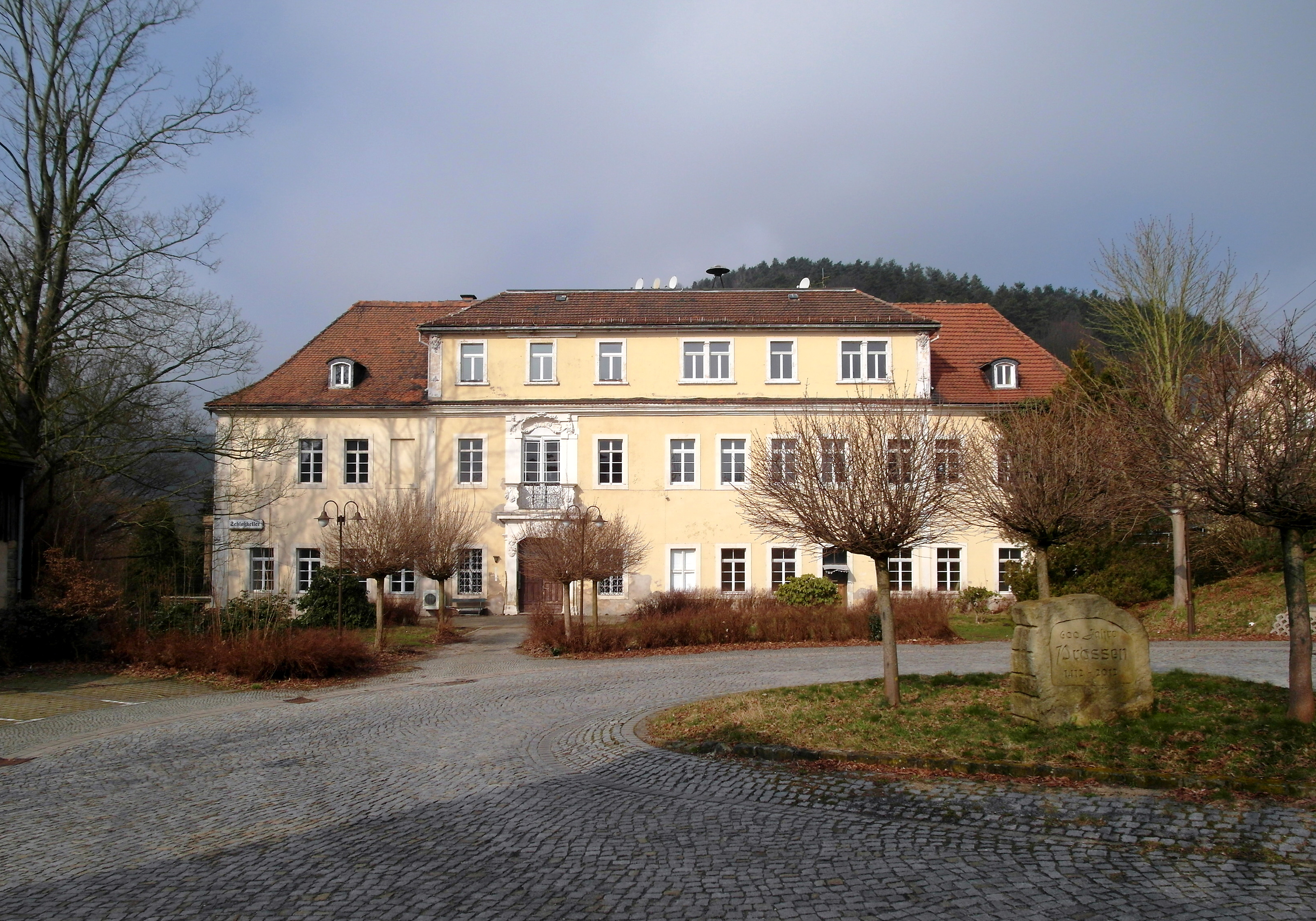
Zámek před rekonstrukcí (2016)
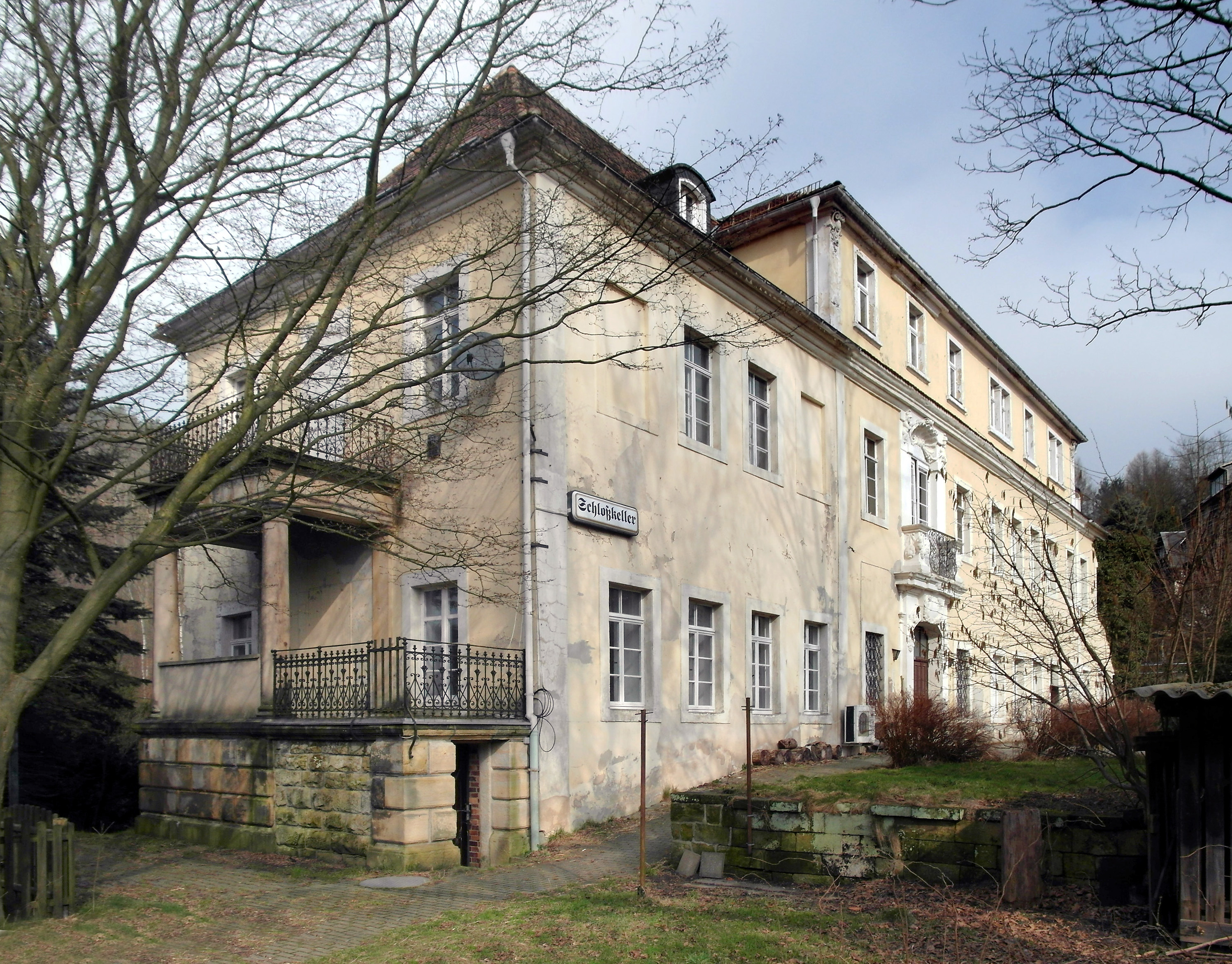
Zámek před rekonstrukcí (2016)